# Gamètì/Rae Lakes Airport
Gamètì/Rae Lakes Airport (franska: Aéroport de Gamètì/Lac de Rae) är en flygplats i Kanada.   Den ligger i territoriet Northwest Territories, i den centrala delen av landet, 3 300 km nordväst om huvudstaden Ottawa. Gamètì/Rae Lakes Airport ligger 220 meter över havet.
Terrängen runt Gamètì/Rae Lakes Airport är huvudsakligen platt, men åt sydost är den kuperad. Trakten runt Gamètì/Rae Lakes Airport är nära nog obefolkad, med mindre än två invånare per kvadratkilometer.. Det finns inga samhällen i närheten.